# Etmopterus spinax
Etmopterus spinax é uma espécie de peixe pertencente à família Etmopteridae.
A autoridade científica da espécie é Linnaeus, tendo sido descrita no ano de 1758.

## Portugal
Encontra-se presente em Portugal, onde é uma espécie nativa.

## Descrição
Trata-se de uma espécie marinha. Atinge os 60 cm de comprimento total nos indivíduos do sexo masculino.